# Universidade de Comércio e Negócios de Nagoia
A Universidade de Comércio e Negócios de Nagoia (em kanji: 名古屋商科大学, transliterado:Nagoya shōka daigaku) é uma universidade privada localizada em Nisshin, Aichi, Japão. A predecessora da escola foi fundada em 1935, tendo sido considerada universidade em 1953. A universidade tem ainda outro campus, onde se localiza o seu programa de MBA, em Fushimi, Nagoia.